# Slávek Horák
Slávek Horák (* 12. ledna 1975 Gottwaldov) je český režisér a scenárista. Po gymnáziu absolvoval Filmovou školu Zlín pod vedením prof. Jana Gogoly. Poté byl přijat na FAMU na katedry hraná režie a scenáristika a dramaturgie, kde studoval pod vedením Karla Smyczka a Jaromila Jireše. Studium nedokončil kvůli pracovnímu vytížení při režírování reklamních spotů, díky nimž mu jeho rychlý vzestup umožnil pracovat na nejrozmanitějších projektech, od celosvětové kampaně pro Lexus po Českou spořitelnu s Petrem Čechem, natáčel pro Korejce v Austrálii, pro Rusy v Africe, pro Japonce v Česku a pro Čechy v Jižní Americe. Sklidil nejedno ocenění na českých i mezinárodních reklamních festivalech. Pro mezinárodní projekt Straight8 natočil dva krátké filmy, oba byly vybrány z více než stovky prací z celého světa mezi nejlepších šest a byly promítány na filmovém festivalu v Cannes. Jeden z nich, Déjà vu, putuje po festivalech a avantgardních projekcích od San Francisca po Sydney. Jako asistent režie spolupracoval s Janem Svěrákem na filmu Kolja. Za film Havel byl vystaven kritice z důvodu, že vytvořil Havlovu karikaturu, kterou zobrazil jako váhavého slabocha. Přispívá tím k demontáži významného symbolu moderní české identity, "symbolu rovné, neohnuté páteře ve věcech veřejné a politické angažovanosti, který Václav Havel ztělesňuje v novodobých českých dějinách a který je pro české skupinové povědomí tak potřebný".

## Filmografie
- Two Little Wings (2004 – krátký film)
- Déjà vu (2005 – krátký film)
- Domácí péče (2015)
- Havel (2020)